# Liste von Bibliotheken in Mecklenburg-Vorpommern
Diese Liste umfasst Bibliotheken in Mecklenburg-Vorpommern. Als Landesbibliographie gilt die Landesbibliographie Mecklenburg-Vorpommern.

## Landesbibliothek
- Landesbibliothek Mecklenburg-Vorpommern Günther Uecker, Schwerin

## Hochschul- und wissenschaftliche Spezialbibliotheken
- Universitätsbibliothek Greifswald
- Universitätsbibliothek Rostock
- Bibliothek der Hochschule Wismar
- Bibliothek der Hochschule Neubrandenburg
- Bibliothek der Hochschule Stralsund
- Bibliothek der Hochschule für Musik und Theater Rostock (hmt)
- Bibliothek der Fachhochschule für öffentliche Verwaltung, Polizei und Rechtspflege, Güstrow
- Hauptbibliothek des Bundesforschungsinstituts für Tiergesundheit, Insel Riems
- Bibliothek des Leibniz-Instituts für Ostseeforschung, Warnemünde
- Bibliothek des Deutschen Meeresmuseums, Stralsund
- Bibliothek des Forschungsinstituts für Nutztierbiologie (FBN), Dummerstorf
- Bibliothek des Landtags Mecklenburg-Vorpommern
- Bibliothek des Müritzeum, Waren (Müritz)
- Bibliothek der Europäischen Fachhochschule (EUFH Medica – Campus Rostock)

## Kommunale Bibliotheken

### Kreisfreie Städte
- Stadtbibliothek Rostock
- Stadtbibliothek Schwerin

### Landkreis Ludwigslust-Parchim
- Stadtbibliothek Boizenburg
- Gemeindebibliothek Brahlstorf
- Stadtbibliothek Brüel
- Stadtbibliothek Dömitz
- Stadtbibliothek Grabow (2022 geschlossen)
- Stadtbibliothek Hagenow
- Stadtbibliothek Ludwigslust
- Stadtbibliothek Lübtheen
- Stadt- und Kinderbibliothek Lübz
- Stadtbibliothek Neustadt-Glewe
- Stadtbibliothek Parchim
- Stadtbibliothek Plau am See
- Gemeinde- und Schulbibliothek Rastow
- Schul- und Gemeindebibliothek Stralendorf
- Stadtbibliothek Wittenburg
- Stadtbibliothek Zarrentin

### Landkreis Mecklenburgische Seenplatte
- Stadtbibliothek Altentreptow
- Stadtbibliothek Burg Stargard
- Hanse-Bibliothek Demmin
- Hans-Fallada-Bibliothek Feldberg
- Stadtbibliothek Friedland
- Stadtbibliothek Malchin
- Stadtbibliothek Malchow
- Regionalbibliothek Neubrandenburg
- Stadtbibliothek Neustrelitz
- Stadtbibliothek Penzlin
- Stadtbibliothek Röbel
- Stadtbibliothek Stavenhagen
- Stadtbibliothek Waren

### Landkreis Nordwestmecklenburg
- Gemeindebibliothek Bad Kleinen
- Bäderbibliothek Boltenhagen
- Gemeindebibliothek Dorf Mecklenburg
- Stadtbibliothek Gadebusch
- Stadtbibliothek Grevesmühlen
- Kreismedienzentrum Grevesmühlen
- Inselbibliothek Kirchdorf / Insel Poel
- Stadtbibliothek Klütz
- Gemeinde- und Schulbibliothek Neuburg
- Stadtbibliothek Neukloster
- Stadtbibliothek Rehna
- Bibliothek Selmsdorf
- Stadtbibliothek Warin
- Stadtbibliothek Wismar

### Landkreis Rostock
- Stadtbibliothek Bad Doberan
- Stadtbibliothek Bützow
- Bibliothek Verein „Auf der Tenne“ e.V. Dummerstorf
- Stadtbibliothek Gnoien
- Bäderbibliothek Graal-Müritz
- Uwe-Johnson-Bibliothek Güstrow
- Fahrbibliothek Güstrow (nicht mehr in Betrieb)
- Bibliothek Jördenstorf
- Stadtbibliothek Krakow am See
- Stadtbibliothek Kröpelin
- Stadtbibliothek Kühlungsborn
- Gemeindebibliothek Lalendorf
- Stadtbibliothek Schwaan
- Stadtbibliothek Teterow

### Landkreis Vorpommern-Greifswald
- Stadtbibliothek Anklam
- Bibliothek Ferdinandshof
- Stadtbibliothek Greifswald
- Stadtbibliothek Gützkow
- Gemeindebibliothek „Maxim Gorki“ Heringsdorf
- Gemeindebibliothek Karlshagen
- Gemeindebibliothek Lubmin
- Stadtbibliothek Pasewalk
- Stadtbibliothek Strasburg (2022 geschlossen)
- Stadtbibliothek Torgelow
- Stadtbibliothek Ueckermünde
- Stadtbibliothek Wolgast
- Gemeindebibliothek Zinnowitz

### Landkreis Vorpommern-Rügen
- Käthe-Miethe-Bibliothek Ahrenshoop
- Mönchgut-Bibliothek Baabe
- Stadtbibliothek Barth
- Stadtbibliothek Bergen
- Bibliothek Binz
- Stadtbibliothek Grimmen (2022 geschlossen)
- Stadtbibliothek Ribnitz-Damgarten
- Stadtbibliothek Sassnitz
- Stadtbibliothek Stralsund
- Bibliothek Wustrow
- Bibliothek Zingst

## Kirchliche Bibliotheken
- Kirchenbibliothek St. Marien Barth
- Bibliothek des Geistlichen Ministeriums, Greifswald
- Kirchenbibliothek St. Petri in Wolgast